# Li Wenzhong
Li Wenzhong 李文仲  (Lebensdaten unbekannt) aus Changzhou 长州 in der Zeit der Yuan-Dynastie ist als Verfasser eines Glossars zu chinesischen Schriftzeichen bekannt,  des Zijian. Der ältere Bruder seines Vaters war Li Shiying 李世英, der Verfasser des Leiyun 类韵.

## Zijian
Sein Werk Zijian 字鉴 (字鑒/字鑑),  5 juan, ist unter anderem in der Sammlung (congshu) Tiehuaguan congshu 铁华馆丛书  enthalten. Von Peng Qi stammt eine neuere Untersuchung des Werkes (Universität Jishou 2013).